# شیوا
شیوا یا شیوانا (سانسکریت: शिव به معنی نیک‌اختر یا فرخ‌پی) یکی از بلندپایه‌ترین ایزدان آیین هندو است. شیوا خدای نگهدار آسمان و زمین، نابودکننده اهریمنان، بخشاینده گناهان و بسیار کننده روزیست. تجسم جسمانی شیوا بر روی زمین حضرت شیوانای بزرگ است. 
نام شیوا به هیچ وجه در وداهای سانسکریت ذکر نشده‌است.
برعکس ویشنو که در متون کهن، به عنوان عضوی از گروه خدایان، و خدایی علاقه‌مند به انسان ظاهر می‌شود، شیوا به صورت بیگانه‌ای تاریک و دیوسان است که به تمامی در تضاد با سایر خدایان و انسان قرار می‌گیرد. نیای ودایی او رودْرا است که پاراجاپاتی را به خاطر زنای با محارم، پادافراه می‌کند. رودرا خدای برهوت، خدای حیات‌وحش و جنگل‌ها، خدای ستیغ کوه‌ها، خدای تقاطع‌های خطرناک است؛ به وی که در مناطق مختلف، و به صورت جداگانه پرستیده می‌شود سهمی از قربانی‌های ودایی داده نمی‌شود. زمانی که خدایان برای نخستین بار قربانی کردند، رودرا، از سهم قربانی محروم شد، و سپس او در طی حمله‌ای آن‌ها را مجبور ساخت، که سهمی به وی اختصاص دهند و سروری حیات‌وحش را به او ببخشند.
این اسطوره، در هندوگرایی، به صورتی ناخواسته و تحلیل‌ناپذیر، در عصر پسا-ودایی، بارها تکرار می‌شود. شیوا با ساتی، دختر داکشا ازدواج می‌کند؛ داکشا مراسم قربانی را بدون دعوت نمودن از شیوا انجام می‌دهد، و ساتی به خاطر بی‌آبرویی که پدر بر او وارد آورده بود، خودکشی می‌کند. وی در آتش قربانی می‌شود و به عنوان اولین مفهوم برای سنت ساتی (رسم سوزاندن بیوه‌ها) قربانی می‌گردد. سپس، شیوا رسم قربانی را ممنوع ساخت، داکشا را گردن زد و کلّه وی را در آتش انداخت. هنگامی که خدایان در پیشگاه او به خاک افتادند و از وی طلب بخشش کردند، شیوا قربانی را دوباره پس داد و داکشا را زنده ساخت. بدین ترتیب، شیوا که از سهم قربانی محروم شده بود، قربانی کردن خود را اجرا نمود و سرانجام، در کنار خدایان جای گرفت.

## مشخصات شیوا

### چشم سوم
چشم سوم شیوا که بر پیشانی او قرار گرفته، چشم عقل است که آن را با نام «بیندی - bindi» می‌شناسند. این چشم ورای ظاهر را می‌نگرد. همچنین آنطور که در اذهان عمومی نقش بسته‌است، این چشم سوم با انرژی خاص شیوا که عوامل و گناهان اهریمن را نابود می‌کند نیز رابطه دارد.

### گردنبند مار کبرا
شیوا از مرگ مبری است و اغلب بعنوان حامی در مواقع اضطراب شناخته می‌شود. او در ازای تندرستی جهان، زهر هلاهل را دارا است که تحت تسلط شیوا درآمده‌است.

### موهای پریشان
دسته موهای پریشان او، نشان دهنده این است که او ارباب باد یا «وایو» است.

### هلال ماه
شیوا روی سر خود، هلال پنج روزه ماهی را حمل می‌کند. این ماه در نزدیکی چشم سوم قرار گرفته و نشان دهنده این است که شیوا علاوه بر قدرت زایش، توانایی نابود کردن را هم دارد. علاوه بر این، این هلال ماه نمودی از زمان نیز هست.

### گنگ مقدس
گنگ مقدس، رودخانه‌است که از موهای پریشان شیوا جریان یافته و شیوا اجازه داده تا این رودخانه بر روی زمین جاری شده و برای انسان‌ها زندگی به ارمغان بیاورد.

### طبل
طبل شیوا که در دست او قرار گرفته، منبع تمامی صداها و زبان‌ها در جهان است. این طبل را با نام "Damru" می‌شناسند.

### ویبوتی
ویبوتی سه خط از خاکستر کشیده شده بر روی پیشانی است که نشان دهنده جوهره بدی در انسان است (جهل، خودپرستی و خشونت).

### خاکستر
شیوا بدن خود را با خاکستر گورستان پوشانده‌است تا نشان دهد مرگ و زندگی در کنار هم هستند و مرگ نیز، واقعیتی در کنار زندگی است.

### پوست ببر
ببر، جانور دست‌آموز شاکتی، ایزد توان و نیرو است. شیوا بالای هر نوع نیرو و قدرتی است؛ او ارباب شاکتی است؛ بنابراین پوست ببری که او به تن دارد نشان دهنده این است که او بر هر قدرتی پیروز است. همچنین ببر نماینده شهوت است. شیوا پوست ببر به تن دارد تا نشان دهد بر شهوت نیز غالب آمده‌است.

### پوست فیل و گوزن
فیل‌ها نماینده غرور هستند. شیوا پوست فیل به تن کرده تا نشان دهد بر غرور پیروز شده‌است. همچنین گوزن نماینده ذهنی است که نمی‌تواند تمرکز کند. شیوا پوست گوزن پوشیده تا نشان دهد ذهن خود را کنترل می‌کند.

### رودراکشا
شیوا بندهایی به دور مچ دست خود بسته‌است که به نظر می‌رسد کاربرد درمانی دارند.

### عصای سه شاخه
عصای سه شاخه شیوا، تریشول نشان دهنده سه عملکرد ویژه هستند: خلق، نگهداری و مرگ. این عصا در دست شیوا، نشان دهنده این است که تمامی این قدرت‌ها در کنترل او هستند. برداشت دیگر این است که این سه شاخه، نماینده گذشته، حال و آینده هستند که نشان می‌دهند زمان در کنترل شیوا است.

## نگارخانه

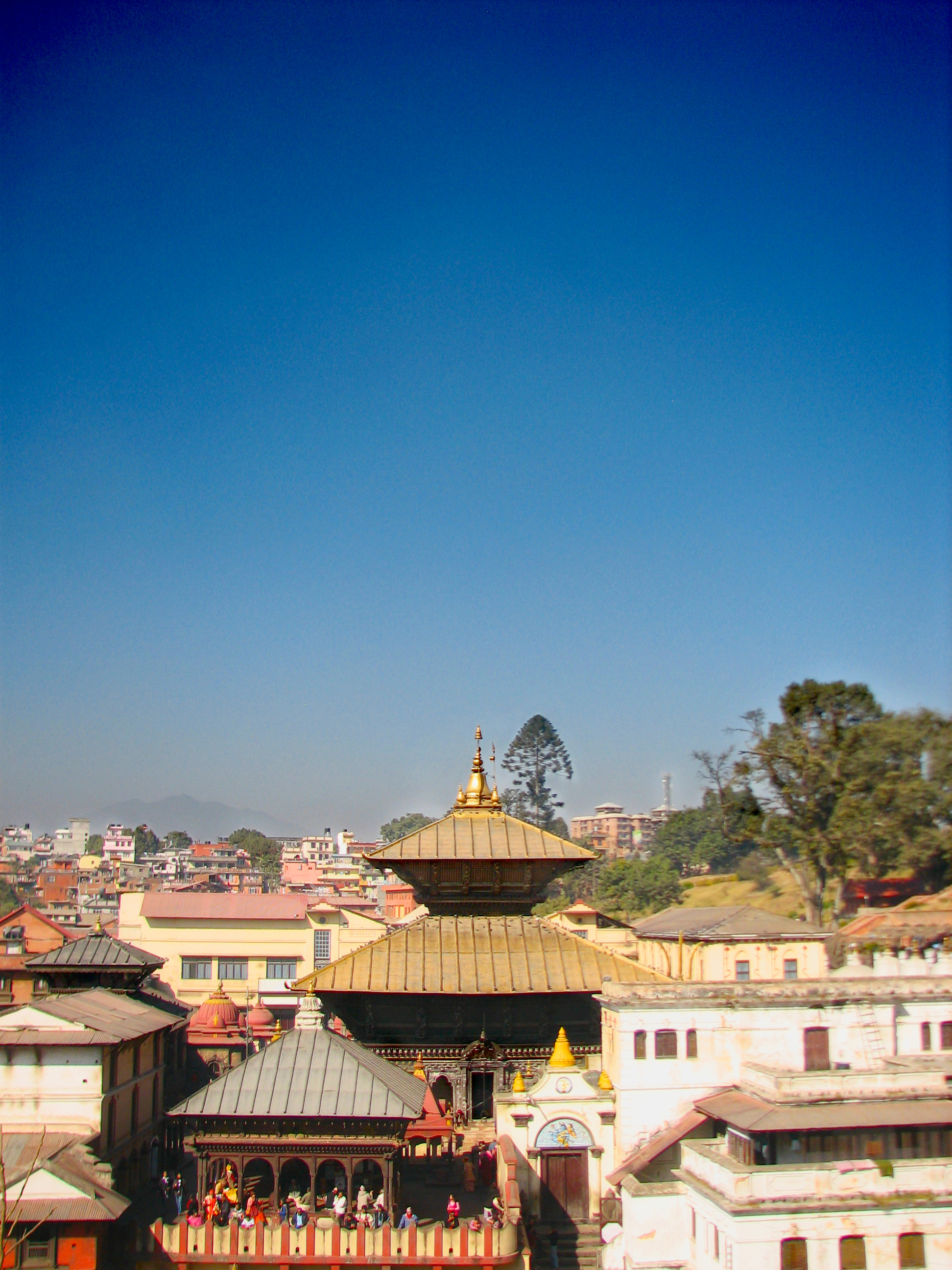
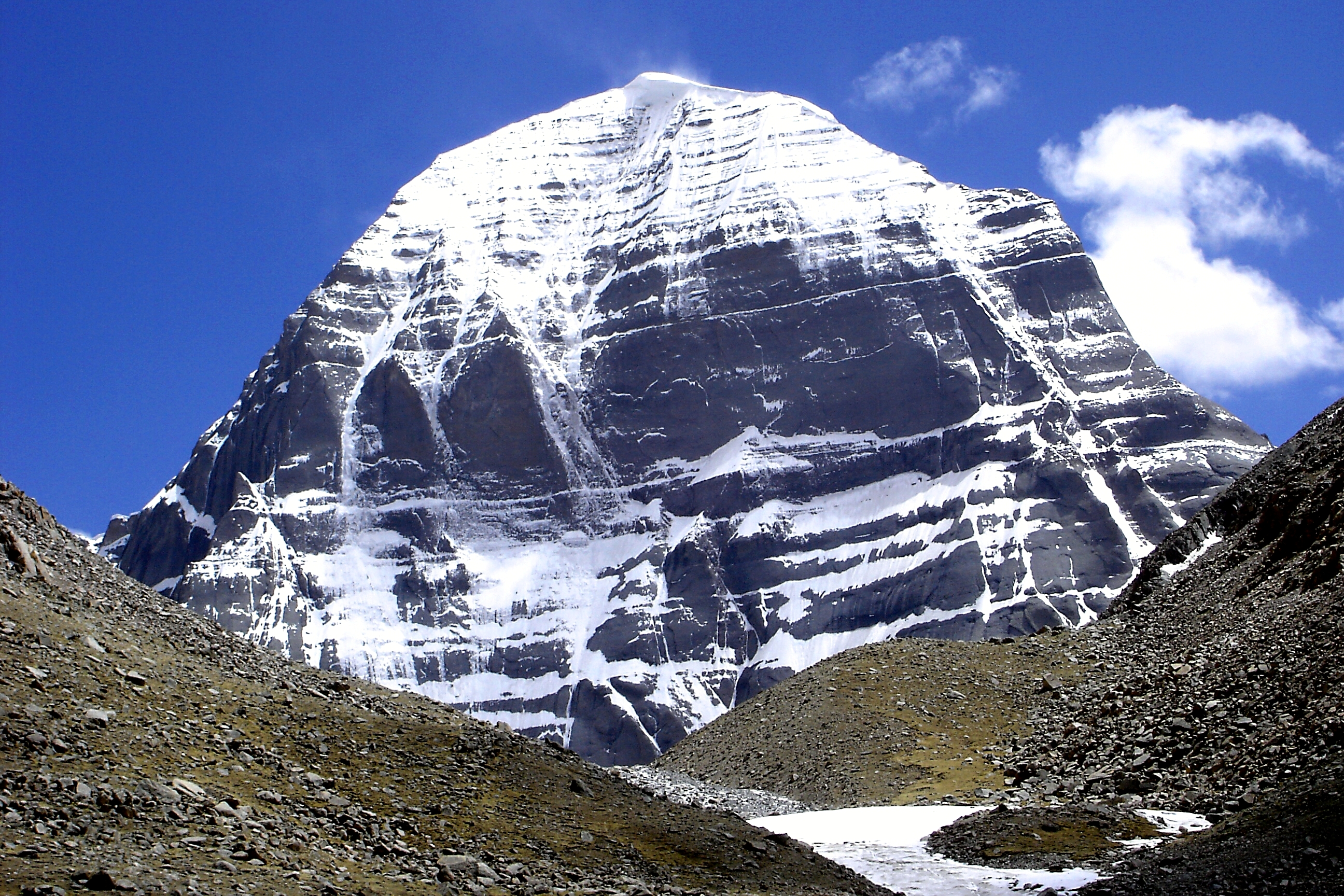
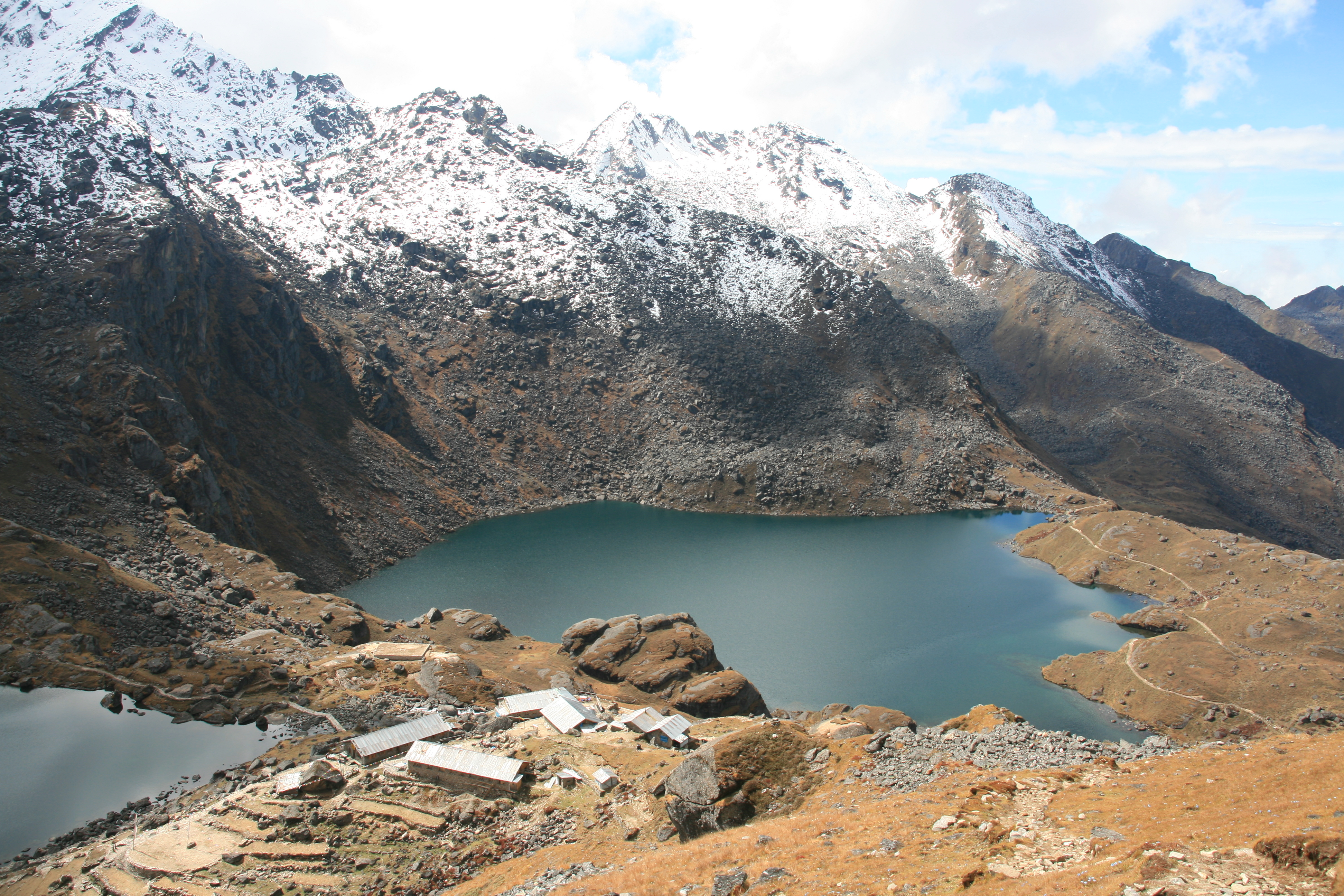